# گسل گلباف
گسل گلباف یا گسل کوک یک گسل فعال است که با درازای حدود ۱۰۰ کیلومتر و روند شمال شمال‌غربی–جنوب جنوب‌شرقی از غرب بم تا غرب شهداد ادامه دارد.

## لرزه‌خیزی
گسل گلباف یکی از جنباترین ساختارهای منطقه کرمان است که در چند دهه گذشته دست‌کم ۵ زمین‌لرزه متوسط تا بزرگ و ویران‌گر (۱۱ ژوئن ۱۹۸۱، ۲۸ ژوئیه ۱۹۸۱، ۲۰ نوامبر ۱۹۸۸، ۱۴ مارس ۱۹۹۸ و ۱۸ نوامبر ۱۹۹۸) را در گستره گلباف پدیدآورده است. رویداد زمین‌لرزه پنجم دی‌ماه ۱۳۸۲ در جنوب سامانه گسلی گلباف می‌تواند هشداری برای رویداد زمین‌لرزه آتی در بخش جنوبی‌تر این سامانه گسلی باشد.